# Claude Davis
Claude Davis (né le 6 mars 1979 à Kingston, Jamaïque) est un footballeur jamaïcain évoluant dans le club anglais de Derby County. Il compte 57 sélections en équipe nationale de la Jamaïque, inscrivant 2 buts.

## Carrière
Le 9 mai 2011, il est laissé libre par le club de Crystal Palace avec lequel il était sous contrat jusqu'alors.

## Parcours en club
- 2000-2003 : Portmore United -  Jamaïque
- 2003-2006 : Preston North End -  Angleterre
- 2006-2007 : Sheffield United -  Angleterre
- 2007-2009 : Derby County -  Angleterre
  - 2009 : Crystal Palace -  Angleterre
- 2009-2011 : Crystal Palace -  Angleterre